# فینال جام باشگاه‌های آسیا ۰۲–۲۰۰۱
فینال جام باشگاه‌های آسیا ۰۲–۲۰۰۱ مسابقه فینال بیست و یکمین دوره جام باشگاه‌های آسیا بود که در ۵ آوریل ۲۰۰۲ برگزار شد. در این دیدار سوون سامسونگ با برتری برابر آنیانگ به مقام قهرمانی دست یافت.

## مسابقه
| سوون سامسونگ | ۰–۰ (و. ا، ۴ پ ۲) | آنیانگ |
| ------------ | ----------------- | ------ |
|              |                   |        |